# Dendrobium labuanum
Dendrobium labuanum är en orkidéart som beskrevs av John Lindley. Dendrobium labuanum ingår i släktet Dendrobium, och familjen orkidéer. Inga underarter finns listade i Catalogue of Life.